# Судьба (телесериал, 1990)
Судьба (исп. Destino) — мексиканская 137-серийная драма 1990 года производства телекомпании Televisa.

## Сюжет
Сесилия — молодая застенчивая девушка, пришедшая домой ночью с работы стала свидетельницей самоубийства, когда с большой высоты прыгнул молодой человек и разбился насмерть и упал у её ног. Как затем выяснилось, жертвой самоубийства стал сын миллионера Клаудио де ла Мора. Клаудио рассказал, что приятель его сына Рене, воспользовавшись дружбой с ним подсадил его на наркотики и затем довёл его до самоубийства, после самоубийства, Рене поклялся уничтожить весь род Клаудио де ла Мора, включая младшую дочь Монику. Той же ночью после самоубийства сына, на Сесилию напал её сосед Эстебан Камачо и изнасиловал, что стало причиной беременности. Её поддержал Клаудио де ла Мора, за которого Сесилия вскоре вышла замуж.

## Создатели телесериала

### В ролях
- Лурдес Мунгия — Сесилия Хименес
- Хуан Феррара — Клаудио де ла Мора
- Фернандо Бальсаретти — Рене Камини
- Мариагна Пратс — Кристина
- Саби Камалич — Ана Рафаэла Вильясеньор
- Марко Муньос — Луис Хименес
- Ана Кольчеро — Моника де ла Мора
- Фернандо Чангеротти — Себастьян Лабастида
- Томас Горос — Хосе Альберто Альберти
- Беатрис Агирре — Антония «Тонья»
- Тони Карбахаль — доктор Монтойя
- Луис Карденас — лейтенант Антонио Фернандес
- Иветте Проаль — Беатрис «Беба» Сантандер
- Пилар Эскаланте — Росалинда «Роси»
- Аурора Молина — Ката
- Мартин Барраса — Эстебан Камачо
- Лили Бланко — Сесилия «Сеси» Фридман
- Херардо Вигиль — Алехандро
- Мигель Приего — Дамиан Вильена
- Серхио Хурадо — Лоренсо
- Жаклин Мунгуйя — Памела
- Луис де Икаса — Гордо
- Адриана Чапела — волшебница
- Мария Тереса Гисар — Лусила
- Клаудия Вега — Бетти
- Тара Парра — Беатрис
- Эрик Санчес — Хосе Пабло де ла Мора Хименес
- Карен Беатрис — Анита Хименес де ла Море
- Рафаэль Санте — Педро
- Лилиан Нотни — Паулина
- Хуан Мануэль Вильчис Соса — Альваро де ла Мора
- Рафаэль Санта Десире
- Хулио Ахуе — Алаторре
- Малена Кастильо — Кармен
- Десирее Канту — Фернанда
- Майя Мишальска — Одетте Вильяторо
- Фернандо Камачо

### Административная группа
- оригинальный текст: Фернанда Вильели, Марисса Гарридо
- продолжение оригинального текста: Мария Сараттини Дан, Виттория Сарратини Дан
- музыкальная тема заставки: Destino
- вокал: Лурдес Мунгия
- автор текста песни: Риера Ибаньес
- автор музыки к заставке и главный композитор: Бебу Сильветти
- художник-постановщик: Кармен Равело
- художник по костюмам: Франсиско Хавьер Пачеко
- художник по декорациям: Октавио Ортега
- редакторы: Марко Антонио Гутьеррес, Эдуардо Диас Рейна
- менеджер по производству: Рафаэль Иностеги
- координатор производства: Луис Мигель Барона
- оператор-постановщик: Карлос Герра Вильярреаль
- ассистент режиссёра-постановщика: Густаво Эрнандес
- режиссёр-постановщик: Хуан Карлос Муньос
- продюсер: Карлос Сотомайор

## Награды и премии

### TVyNovelas(1 из 9)
| Номинация                   | Персона              | Результат |
| --------------------------- | -------------------- | --------- |
| Лучший актёр                | Хуан Феррара         | Номинация |
| Лучшая злодейка             | Мариагна Пратс       | Номинация |
| Лучший злодей               | Фернандо Бальсаретти | Номинация |
| Лучший актёр второго плана  | Марко Муньос         | Номинация |
| Лучшая молодая актриса      | Ана Кольчеро         | Номинация |
| Лучшее мужское откровение   | Томас Горос          | Номинация |
| Лучший детская актриса      | Карен Беатрис        | Номинация |
| Лучший детский актёр        | Эрик Санчес          | Номинация |
| Лучший писатель и сценарист | Мария Сараттини Дан  | Победа    |